# Porcellio ornatus
Porcellio ornatus är en kräftdjursart som beskrevs av H. Milne Edwards 1840. Porcellio ornatus ingår i släktet Porcellio och familjen Porcellionidae. Inga underarter finns listade i Catalogue of Life.